# Joe el implacable
Joe el implacable es un film de 1967 dirigido por Sergio Corbucci y perteneciente al subgénero del spaghetti western. Fue rodado en Almería y Guadix (España). Cabe destacar su gran banda sonora de manos del maestro Ennio Morricone, compositor a su vez de otras grandes bandas sonoras de dicho subgénero.

## Argumento
Joe (Burt Reynolds) es un navajo que quiere vengar el ataque a un poblado indio por una banda de matones dirigidos por Duncan (Aldo Sambrell) que se dedica al pillaje arrasando una ciudad tras otra sin que nadie pueda detenerle.
Tras arrasar Pyote, Duncan y su banda se dirigen a Esperanza para asaltar un tren que transporta una gran cantidad de oro, pero Joe se hace con el tren y lo lleva a la ciudad dando la voz de alerta a sus habitantes, que no tienen más remedio que confiar su seguridad al extraño indio navajo.
Joe consigue esconder el dinero, pero es capturado por Duncan y sometido a una dura tortura para que confiese dónde ha guardado el dinero. Sin embargo, Joe consigue escapar. Irá matando poco a poco a toda la banda hasta enfrentarse cara a cara con Duncan.

## Reparto
- Burt Reynolds: Joe
- Aldo Sambrell: Duncan
- Fernando Rey: Padre Rattigan
- Nicoletta Machiavelli: Estrella
- Tanya lopert: María
- Franca Polesello: Bárbara
- Lucia Modugno: Geraldine
- Pierre Cressoy: Chester
- Nino Imparato: Chuk Holloway
- Ángel Álvarez: Olvier Blackwood
- Lucio Rosato: Jeffrey
- Lorenzo Robledo: esbirro de Duncan
- Álvaro de Luna: Sancho
- Simón Arriaga: 'Monkey'
- Cris Huerta: esbirro de Duncan
- Dyanik Zurakowska: pasajera del tren
- José Terrón: soldado del tren
- Rafael Albaicín: cazador de cabelleras mexicano

## Curiosidades
- La banda sonora de la película, compuesta por Ennio Morricone, aparece en las películas "Kill Bill" del director Quentin Tarantino^
- Gran parte de la película fue rodada en el Cortijo Anchurones de san Pedro cerca de Guadix, Granada.
- Para el papel de Joe, en principio el director pensó en contratar a Marlon Brando, pero su caché era demasiado alto y se optó por un Burt Reynolds aún desconocido. Este aceptó pensando que el director iba a ser Sergio Leone, pero ya en Europa descubrió que el director iba a ser otro "Sergio" y no pudo echarse atrás.
- Para el tren americano se emplearon la locomotora y tender RENFE 040-2169, un coche correo de dos ejes madera matriculado US MAIL 091, un coche de 2ª de dos ejes madera y balconcillos, de la compañía WELLS FARGO EXPRESS  Todos ellos fueron maquillados para parecer un pequeño ómnibus del Medio Oeste.